# 폴 르 맷
폴 러맷(Paul Le Mat, 1945년 9월 22일 ~ )은 미국의 배우이다.

## 출연 작품
- 테일스 오브 더 랫 핑크 (2006년)
- 스테이트사이드 (2004년)
- 빅 배드 러브 (2001년)
- 아웃피터스 (1999년) - 로비 역
- 아메리칸 히스토리 X (1998년)
- 딥 다운 (1995년)
- 유혹의 표적 (1994년)
- 센세이션 (1994년)
- 우먼 위드 어 패스트 (1992년)
- 듀스 쿠페 (1992년)
- 마법사 지니 (1992년)
- FBI 기동 타격대 5 (1992년)
- 블라인드 위트니스 (1989년)
- 조종자 (1989년)
- 진정한 승부 (1987, P.K. and the Kid)
- 암호를 해독하라 (1987년)
- 사라진 엠버 (1987년)
- 하노이 포로 수용소 (1987년)
- 불타는 침대 (1984년)
- 산타의 북극 마을 (1984년)
- 락 앤 룰 (1983년)
- 낯선 침입자 (1983년)
- 죽음의 계곡 (1982년)
- 멜빈과 하워드 (1980년)
- 청춘 낙서 2 (1979년) - 존 밀너 역
- 시티즌 밴드 (1977년)
- 알로하, 바비와 로즈 (1974년)
- 청춘 낙서 (1973년)